# Saint-Wandrille-Rançon
Saint-Wandrille-Rançon est une ancienne commune française, située dans le département de la Seine-Maritime en Normandie.
Elle fait partie du parc naturel régional des Boucles de la Seine normande.
Créée en 1825, la commune a fusionné le 1er janvier 2015 avec Caudebec-en-Caux et Villequier pour former la commune nouvelle de Rives-en-Seine.
Les habitants de Saint-Wandrille-Rançon s'appellent les Wandrégésiliennes et les Wandrégésiliens.

## Géographie

### Localisation
C'est un village situé sur la rive droite de la Seine, entre Le Havre et Rouen. Il fait partie du parc naturel régional des Boucles de la Seine normande et du canton de Caudebec-en-Caux. Il est surtout connu pour son abbaye, l'abbaye de Saint-Wandrille.

### Hydrographie
Les rivières de 3 km chacune Fontenelle et Rançon traversent le village avant de se jeter dans la Seine.

### Milieux naturels et biodiversité
- ZNIEFF 230030804 Le Bois alluvial

## Toponymie
Les deux communes de Saint-Wandrille et de Rançon ont fusionné en 1825.
- Saint Wandrille : est attesté sous les formes sancti Wandregisilli et sancti Wandregisili en 1006 et 1007, Sancto Wandregisilo vers 1060, Sancti Wandresili en 1066[3].
Saint Wandrille de Fontenelle, surnommé aussi Wandon (en latin Wandregisilius, du germanique Wandergisel), est un moine né vers l'an 600 près de Verdun et mort le 22 juillet 668 à Saint-Wandrille-Rançon dans l'abbaye qu'il avait fondée.

- Rançon : est une ancienne paroisse attestée anciennement sous les formes Rosontio en 829, Resentio en 1025 - 1026 et Resenchon en 1074.
Ce toponyme s'apparente à Ressons (Aisne, Ressontius en 858), à Ressons-sur-Matz (Oise, Rossontus en 840). Il s'agit d'un composé de deux éléments Ros- issu du germanique raus « roseau », d'où l'ancien français ros « roseau » et son diminutif rosel > roseau et -ont(io)- suffixe autochtone (gaulois ?) de valeur assez vague, sans doute locative. D'où peut-être le sens global de « lieu des roseaux ». Une rivière prend sa source à Rançon dont on lui donne aussi le nom, bien qu'elle s'appellât auparavant le Brébec (Supra Breibec en 1238, Rivière de Brébec en 1419). Hydronyme d'origine scandinave breiðr bekkr signifiant « large ruisseau », dénomination aujourd'hui limitée à un de ses affluents.

## Histoire
L'abbaye fondée par Saint Wandrille au VIIe siècle porte d'abord le nom d'abbaye de Fontenelle du ruisseau près duquel elle a été fondée.
Le lieu est ravagé par les Vikings au IXe siècle, ce qui explique peut-être l'évolution de *Rossons / *Ressons en Rançon, en souvenir d'une rançon prélevée sur les moines.
En 2015, confrontées à la réduction programmée des dotations de l’État aux communes, Caudebec-en-Caux, Saint-Wandrille-Rançon et Villequier décident de s'unir afin de maintenir pendant trois ans ces dotations et d’une bonification de 5 % de la Dotation globale de fonctionnement.
La commune nouvelle, issue du regroupement de ces trois communes, qui deviennent à cette occasion des communes déléguées, est créée au 1er janvier 2016 par un arrêté préfectoral du 7 décembre 2015,,,,,.

## Politique et administration
| Période                                  | Période          | Identité               | Étiquette | Qualité |
| ---------------------------------------- | ---------------- | ---------------------- | --------- | --- |
| Les données manquantes sont à compléter. |                  |                        |           | |
| 1790                                     |                  | Alexandre-Jean Ruault  |           | |
| Les données manquantes sont à compléter. |                  |                        |           | |
| 1864                                     |                  | Pouyer                 |           | |
| 1868                                     | 1888             | Arsène Gouget          |           | |
| 1888                                     | 1904             | Frédéric Papillon      |           | |
| 1904                                     | 1905             | Arsène Urbain Delaunay |           | |
| 1905                                     | 1912             | Jules Campion          |           | |
| 1912                                     | 1933             | Léon Éliot             |           | |
| 1933                                     | 1945             | Alexandre Bucaille     |           | |
| 1945                                     | 1965             | Émile Rouverand        |           | |
| 1965                                     | 1969             | Charles Mauger         |           | |
| 1969                                     | 1995             | Georges Cozic          |           | |
| 1995                                     | 2001             | Jean-Claude James      |           | |
| mars 2001                                | 31 décembre 2015 | Annic Dessaux          |           | Vice-présidente de la CC Caux vallée de Seine (2014 → ) Réélue pour le mandat 2014-2020 Devient maire déléguée de Saint-Wandrille-Rançon le 1er janvier 2016 |

## Population et société

### Démographie
L'évolution du nombre d'habitants est connue à travers les recensements de la population effectués dans la commune depuis 1793. À partir du 1er janvier 2009, les populations légales des communes sont publiées annuellement dans le cadre d'un recensement qui repose désormais sur une collecte d'information annuelle, concernant successivement tous les territoires communaux au cours d'une période de cinq ans. 
Pour les communes de moins de 10 000 habitants, une enquête de recensement portant sur toute la population est réalisée tous les cinq ans, les populations légales des années intermédiaires étant quant à elles estimées par interpolation ou extrapolation. Pour la commune, le premier recensement exhaustif entrant dans le cadre du nouveau dispositif a été réalisé en 2008,.
En 2013, la commune comptait 1 196 habitants, en évolution de +1,27 % par rapport à 2008 (Seine-Maritime : +0,48 %, France hors Mayotte : +2,49 %).
| 1793 | 1800 | 1806 | 1821 | 1831  | 1836  | 1841  | 1846  | 1851  |
| ---- | ---- | ---- | ---- | ----- | ----- | ----- | ----- | ----- |
| 680  | 525  | 617  | 554  | 1 008 | 1 076 | 1 148 | 1 066 | 1 037 |

| 1856 | 1861 | 1866 | 1872 | 1876 | 1881 | 1886 | 1891 | 1896 |
| ---- | ---- | ---- | ---- | ---- | ---- | ---- | ---- | ---- |
| 980  | 971  | 951  | 800  | 751  | 784  | 812  | 808  | 715  |

| 1901 | 1906 | 1911 | 1921 | 1926 | 1931 | 1936 | 1946 | 1954 |
| ---- | ---- | ---- | ---- | ---- | ---- | ---- | ---- | ---- |
| 711  | 602  | 580  | 689  | 752  | 931  | 832  | 980  | 979  |

| 1962  | 1968  | 1975  | 1982  | 1990  | 1999  | 2008  | 2013  | - |
| ----- | ----- | ----- | ----- | ----- | ----- | ----- | ----- | - |
| 1 061 | 1 106 | 1 261 | 1 184 | 1 151 | 1 172 | 1 181 | 1 196 | - |

## Culture locale et patrimoine

### Lieux et monuments
- Abbaye Saint-Wandrille de Fontenelle[17].
- Église Saint-Michel de Saint-Wandrille[18].
- Église Notre-Dame de Rançon[19].
- Chapelle Saint-Amand[20].
- Chapelle Notre-Dame à Caillouville[21].
- Le moulin à blé sur la Rançon au Hautp-Pas[22].
- Oratoire Saint-Saturnin. En 1841, Théodose du Moncel établissait une comparaison avec la chapelle Saint-Germain de Querqueville[23].

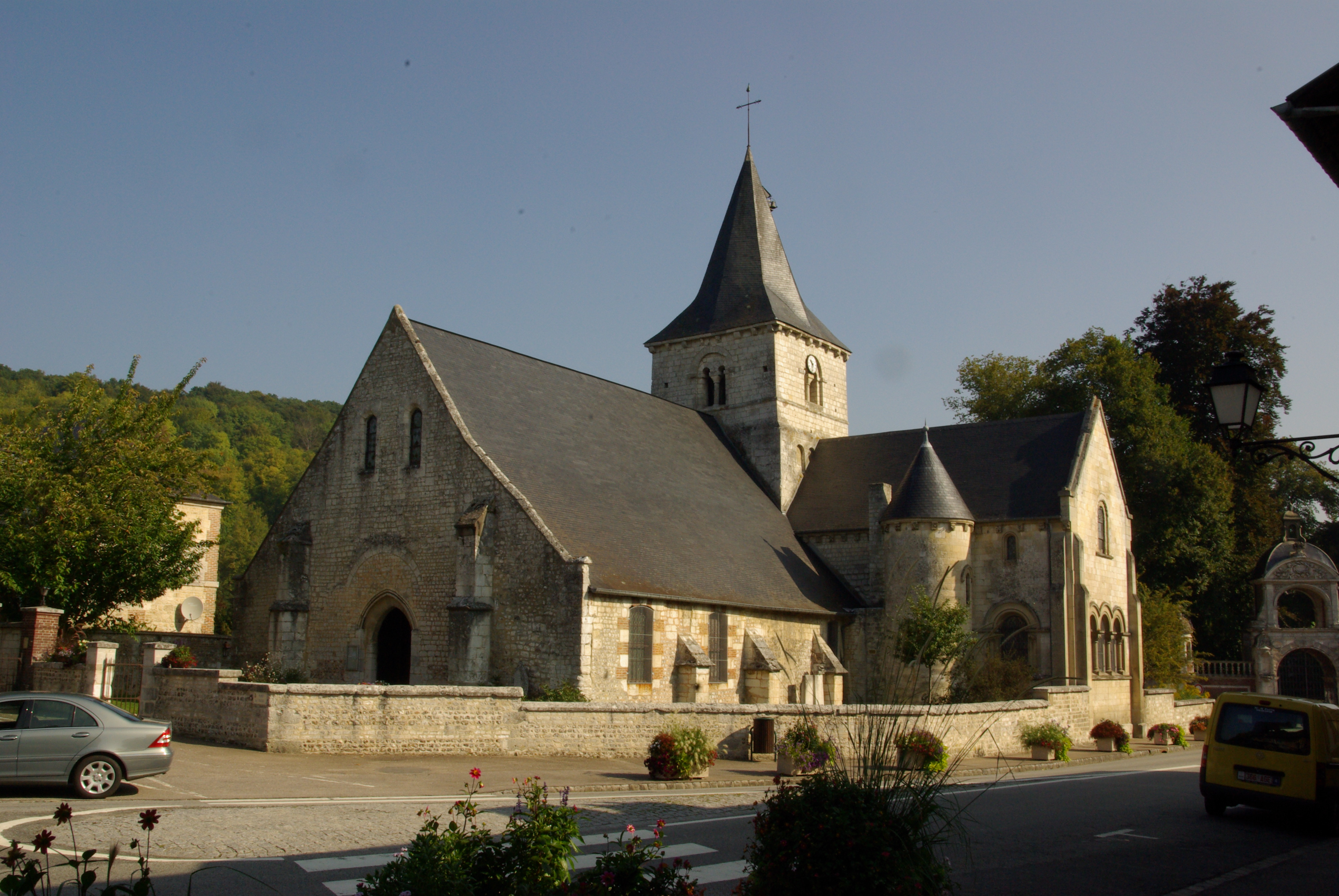
L'église Saint-Michel.
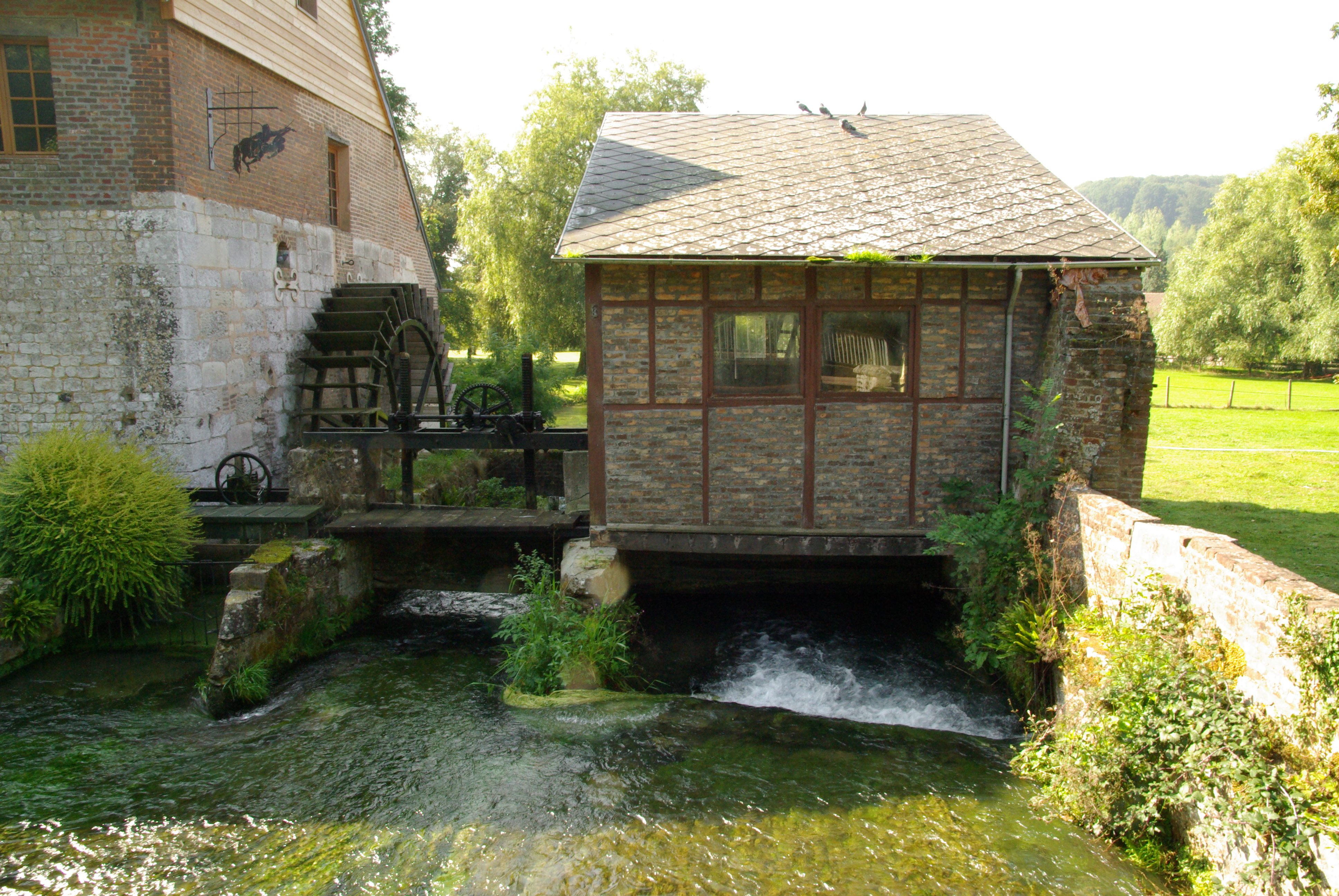
Le moulin à blé sur la Rançon.
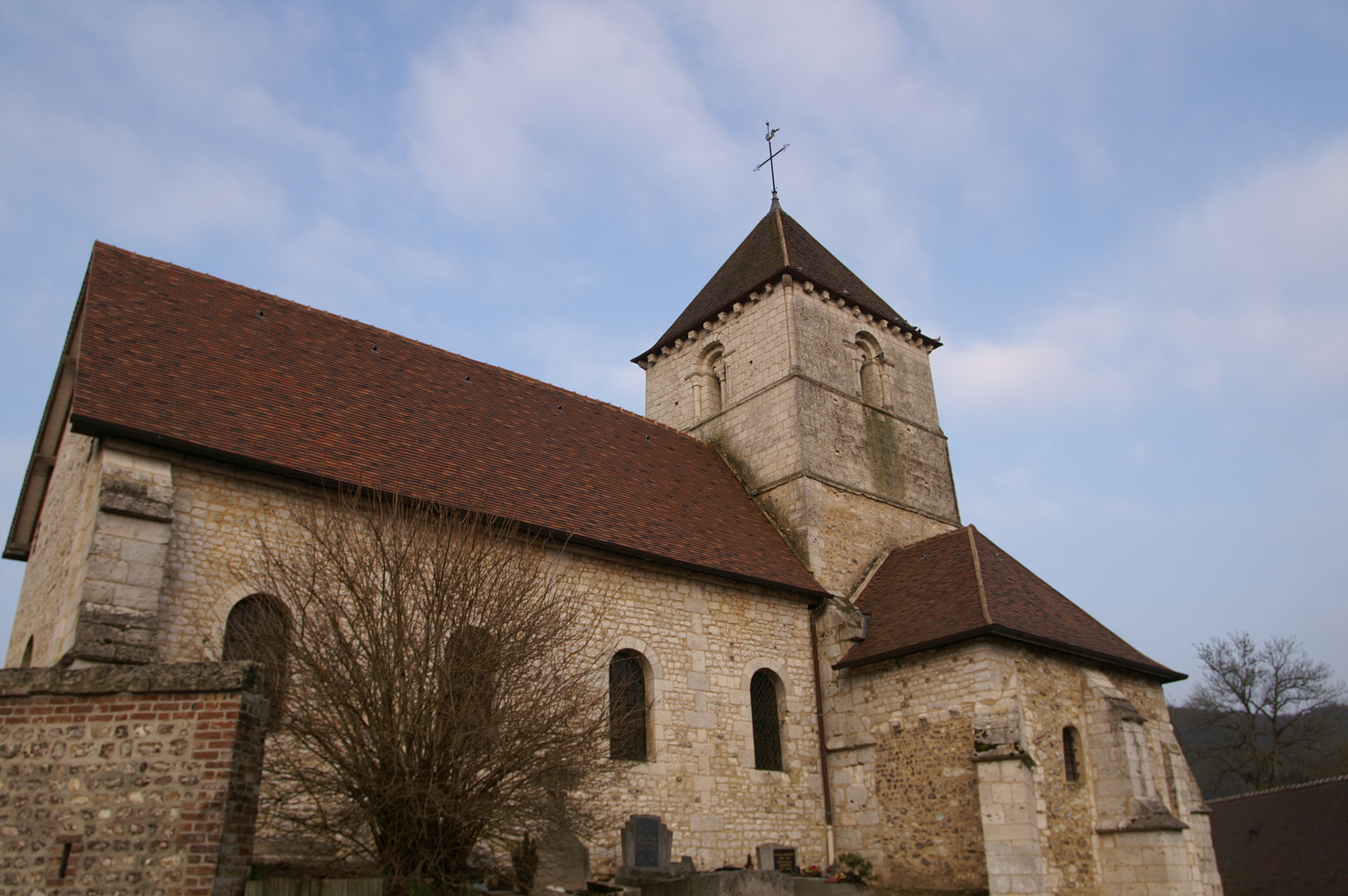
L'église de Rançon.

### Personnalités liées à la commune
- Saint Wandrille est mort dans cette commune en l'an 668.
- François Duprat, numéro deux du Front national meurt le samedi 18 mars 1978, dans l'explosion de sa Citroën GS piégée sur la route nationale 182, sur la commune de Saint-Wandrille-Rançon.

### Héraldique
| Blason de Saint-Wandrille-Rançon | Blason  | De sinople au pairle ondé d’argent, accompagné en chef d’une roue de moulin d’or et aux flancs de deux fleurs de lys du même. Devise / Cri« unis comme ondes ». |
| Blason de Saint-Wandrille-Rançon | Détails | |